# Economía falsa
En economía, una economía falsa es la acción de ahorrar dinero al principio, pero que, durante un período de tiempo más largo, da como resultado un costo mayor gastado o desperdiciado que el ahorrado.
Por ejemplo, si él alcalde de una ciudad decidió adquirir automóviles más económicos para uso de los trabajadores de la ciudad, pueda ser denominado una economía falsa, automóviles más baratos tienden a necesitar reparaciones con más frecuencia a largo plazo y los costes de reparación adicionales errarían cualquier ahorro inicial.
Los factores de motivación por parte de quien participa en la economía falsa pueden estar vinculados a la participación a largo plazo de este partido. Por ejemplo, un promotor de bienes raíces, que construye un condominio puede entregar la estructura terminada a su corporación la cual es administrada por sus miembros, una vez que se vende la última unidad y el edificio ha pasado la inspección final. La longevidad de los componentes en la estructura, más allá de la facturación final de la instalación, puede no ser un factor importante para el desarrollador, lo que significa que el resultado en la aplicación de una economía falsa puede ser más perjudicial para el usuario final, a diferencia del desarrollador.
Las personas también pueden practicar la falsa economía en sus vidas diarias. Un notable practicante de la ella fue el Rey Federico Guillermo I de Prusia, quien eligió a Thomas Macaulay por haber ahorrado de cinco o seis reichsthaler al año alimentando a su familia de coles no saludables, a pesar de que esa dieta pobre enfermó a sus hijos y la atención médica resultante le costó muchas veces más de lo que ahorro.
El concepto está relacionado con la obsolescencia programada, por la cual el coste inicial es más bajo. Dicha economía falsa atraé compradores, mayoritariamente en la base de coste bajo, quiénes más tarde pueden terminar siendo una desventaja.